# Cristóbal Montoro Romero
Cristóbal Montoro Romero (Jaén, 28 juli 1950) is een Spaans politicus, lid van de Partido Popular, en oud-minister van Financiën. 
In 1973 studeert Montoro af in economische wetenschappen aan de Autonome Universiteit van Madrid, waar hij in 1981 promoveert en tot 1988 onderwijst. Het jaar daarop krijgt hij een leerstoel in openbare financiën aangeboden aan de Universiteit van Cantabrië. 
In 1993 maakt hij de overstap naar de politiek, als hij voor Madrid verkozen wordt in het congres. Vanaf 1999 maakt hij deel uit van het dagelijks bestuur van de partij. Als in 1996 de PP aan de macht komt, wordt hij benoemd tot staatssecretaris van Economie, en tijdens de regeerperiode daarna, legislatuur VII, is hij minister van Financiën. Als na de verkiezingen van 2004 de socialistische arbeiderspartij aan de macht komt, gaat Montoro naar het Europees Parlement. In 2008 komt hij terug in het congres in Spanje. 
Tijdens legislatuur X, na de verkiezingen van 2011 benoemt Mariano Rajoy hem opnieuw tot minister van Financiën. 
In 2025 valt Montoro's naam in een corruptiezaak. Hij wordt verdacht van het aannemen van steekpenningen tussen 2008 en 2015. Montoro stapte hierop uit de Partido Popular. Hij liet weten dat er "geen bewijs" is voor de beschuldigingen.
- Biblioteca Nacional de España: XX5152591
- Bibliothèque nationale de France: cb124290790 (data)
- Catàleg d'autoritats de noms i títols de Catalunya: 981058509896306706
- Gemeinsame Normdatei: 170842150
- International Standard Name Identifier: 0000 0000 5954 795X
- Library of Congress Control Number: n79087434
- Système universitaire de documentation: 033423709
- Virtual International Authority File: 48041599
- WorldCat: E39PBJmXHcpcdMDXHgy7qCkxDq

1. ↑  DPG Media Privacy Gate. myprivacy.dpgmedia.nl. Geraadpleegd op 19 juli 2025.